# Talisia carinata
Talisia carinata är en kinesträdsväxtart som beskrevs av Ludwig Radlkofer. Talisia carinata ingår i släktet Talisia och familjen kinesträdsväxter. Inga underarter finns listade i Catalogue of Life.